# Clásica de Loire-Atlantique 2021
La 21.ª edición de la clásica ciclista Clásica de Loire-Atlantique fue una carrera en Francia que se celebró el 2 de octubre de 2021 con inicio y final en la ciudad de La Haie-Fouassière sobre un recorrido de 182,8 kilómetros.
La carrera formó parte del UCI Europe Tour 2021, calendario ciclístico de los Circuitos Continentales UCI, dentro de la categoría 1.1 y fue ganada por el francés Alan Riou del Arkéa Samsic. Completaron el podio, como segundo y tercer clasificado respectivamente, los también franceses Valentin Madouas del Groupama-FDJ y Dorian Godon del AG2R Citroën.

## Equipos participantes
Tomaron parte en la carrera 20 equipos: 4 de categoría UCI WorldTeam, 9 de categoría UCI ProTeam, 6 de categoría Continental y la selección nacional de Ruanda. Formaron así un pelotón de 134 ciclistas de los que acabaron 35. Los equipos participantes fueron:
| Unknown team category |
|                       |

## Clasificación final
- La clasificación finalizó de la siguiente forma:[3]

| \| Clasificación general \| Clasificación general \| Clasificación general \| Clasificación general \| Clasificación general \| \| Ciclista \| Ciclista \| Equipo \| Tiempo \| \| \| --------------------- \| --------------------- \| --------------------- \| --------------------- \| --------------------- \| |          |        |        |
| |          |        |        |
| Fuente: ProCyclingStats |          |        |        |
| Clasificación general |          |        |        |
| Ciclista | Ciclista | Equipo | Tiempo |

## UCI World Ranking
La Clásica de Loire-Atlantique otorgó puntos para el UCI World Ranking para corredores de los equipos en las categorías UCI WorldTeam, UCI ProTeam y Continental. Las siguientes tablas muestran el baremo de puntuación y los 10 corredores que obtuvieron más puntos:
| Posición   | 1.º | 2.º | 3.º | 4.º | 5.º | 6.º | 7.º | 8.º | 9.º | 10.º | 11.º | 12.º | 13.º-15.º | 16.º-25.º |
| Puntuación | 125 | 85  | 70  | 60  | 50  | 40  | 35  | 30  | 25  | 20   | 15   | 10   | 5         | 3         |

| Clasificación |                    |               |        |
| Posición      | Ciclista           | Equipo        | Puntos |
| ------------- | ------------------ | ------------- | ------ |
| 1.º           | Alan Riou          | Arkéa Samsic  | 125    |
| 2.º           | Valentin Madouas   | Groupama-FDJ  | 85     |
| 3.º           | Dorian Godon       | AG2R Citroën  | 70     |
| 4.º           | Miles Scotson      | Groupama-FDJ  | 60     |
| 5.º           | Lilian Calmejane   | AG2R Citroën  | 50     |
| 6.º           | Pier-André Coté    | Rally         | 40     |
| 7.º           | Mathieu Burgaudeau | TotalEnergies | 35     |
| 8.º           | Alexandre Delettre | Delko         | 30     |
| 9.º           | Anthony Delaplace  | Arkéa Samsic  | 25     |
| 10.º          | Ander Okamika      | Burgos-BH     | 20     |